# Косєй-Мару (1943)
Косей-Мару (Kosei Maru) — транспортне судно, яке під час Другої світової війни взяло участь у операціях японських збройних сил в архіпелазі Бісмарка.
Як Косей-Мару відоме одне з суден, залишки якого виявили після капітуляції Японії в гавані Рабаула — міста на острові Нова Британія, яке було головною передовою базою японців під час боротьби за Соломонові острови та на сході Нової Гвінеї. Таку назву співвіднесли з одним із потоплених суден на мапі, складеній у США в межах вивчення результатів стратегічних бомбардувань.
Водночас у виданій в 1990-х роках книзі австралійських дайверів про затонулі в гавані Рабаулу об'єкти відзначається, що серед наявних у довідниках щодо японського флоту шести суден з назвою Kosei Maru та ще двох іменованих як Gosei Maru немає жодного, конструкція якого вповні узгоджувалася б із судном, ідентифікованим на зазначеній вище мапі як Косей-Мару.
Якщо ж ідентифікація правильна, то, ймовірно, це вантажне судно Косей-Мару, споруджене в 1943 році на корабельні Kawaminami Kogyo для компанії Daiko Shosen та реквізоване надалі для потреб Імперського флоту Японії. Також відомо, що 8 — 15 жовтня 1943-го судно з найменуванням "Косєй-Мару" прослідувало з Палау (великий транспортний хаб на заході Каролінських островів) до Рабаула в конвої SO-806.
Про обставини загибелі судна відомо, що вона сталася 17 січня 1944-го внаслідок потужного нальоту на гавань Рабаулу американської авіації з аеродрому на острові Бугенвіль. При цьому на борту Косей-Мару були 14 десантних барж.
Під час того нальоту загинули ремонтне судно Хаккай-Мару та транспорт Кеншин-Мару.